# Schwarzschwanz-Zistensänger
Der Schwarzschwanz-Zistensänger (Cisticola melanurus) ist eine Art kleiner Singvögel aus der Gattung der Zistensänger, die in Norden Angolas und im Südwesten der Demokratischen Republik Kongo vorkommt.

## Taxonomie
Der Schwarzschwanz-Zistensänger wurde 1882 vom deutschen Ornithologen Jean Cabanis beschrieben und erhielt ursprünglich den binomialen Namen Dryodromas melanurus (Schwarzschwanz-Baumläufer). Der wissenschaftliche Artzusatz entspricht dem deutschen Namen und kombiniert die altgriechischen Worte μέλας (schwarz) und οὐρά (Schwanz). Die Art wird heute in die Gattung Cisticola (wörtlich: Zistrosenbewohner) eingeordnet, die 1829 vom deutschen Naturforscher Johann Jakob Kaup aufgestellt wurde. Die Art ist monotypisch.

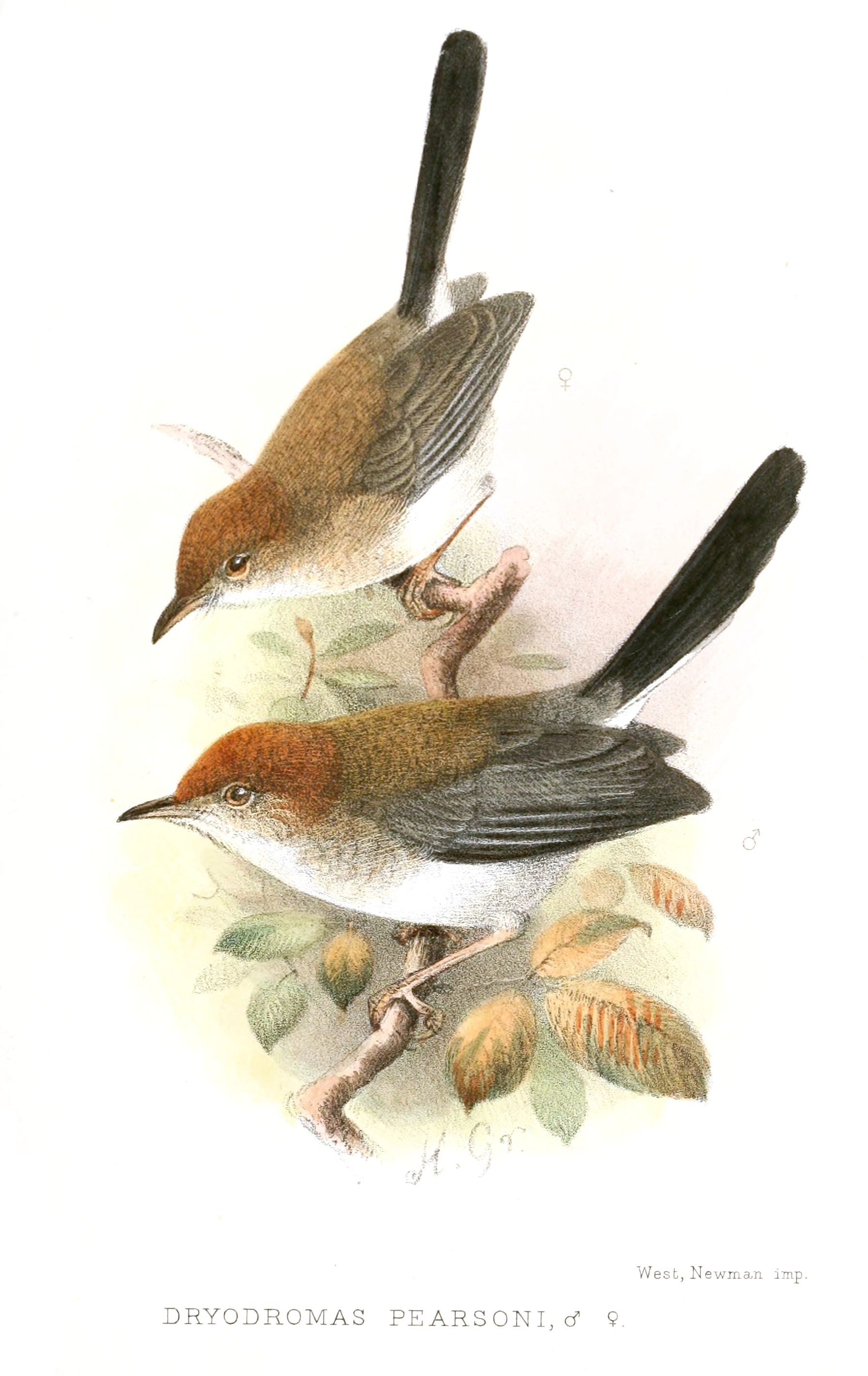
Cisticola-melanurus-Pärchen, Graphik von Henrik Grönvold (1910)

## Lebensweise
Der natürlicher Lebensraum des seltenen und schwer zu beobachtenden Schwarzschwanz-Zistensängers ist die trockene Savanne und das Blätterdach kleinerer Bäume. Er ist ein Standvogel im Sambesi-Biom und lebt in Miombo-Wäldern aus Brachystegia, oft in der Nähe von Lichtungen oder offeneren Flächen, ist jedoch nicht auf eine grasartige Bodenbedeckung angewiesen. Er ernährt sich von Insekten, nach denen er sowohl in den Bäumen als auch am Boden sucht, und er sammelt Laub wie der Feinsänger.
Sein Gesang besteht aus verschiedenen kurzen, stechenden Lauten im Abstand von 1–6 Sekunden, die meist über 15 Sekunden lang anhalten; als Kontaktrufe verwendet er ein leises, schwaches „Seufzen“ und manchmal ein schärferes „Zischen“. Im Flug erzeugt er ein klickendes, flügelschnappendes Geräusch. Die Männchen sind polygam.

## Beschreibung
Der Schwarzschwanz-Zistensänger ist 10–11 Zentimeter lang und wiegt 8–10 Gramm. Er hat eine üppige, rotbraune Krone, einen dunkelgraubraunen Rücken und einen langen schwarzen Schwanz mit hellen Außenkanten – weiß bei Männchen, grau bei Weibchen. Die Bauchseite ist weißlich. Die Jungtiere ähneln den Erwachsenen, sind aber weniger leuchtend gefärbt.

## Gefährdungsstatus
Der Schwarzschwanz-Cistensänger wurde zuletzt 2016 für die Rote Liste gefährdeter Arten der IUCN bewertet. Cisticola melanurus wird unter „Data Deficient“ (unzureichende Datenlage) geführt. Das Verbreitungsgebiet des Schwarzschwanz-Zistensängers ist eine Region, die in der Vergangenheit von schweren Konflikten gezeichnet war. Durch den angolanischen Unabhängigkeitskrieg gegen Portugal (1961–1974), den sich anschließenden Bürgerkrieg (1975–2002) und kriegerische Auseinandersetzungen in der Demokratischen Republik Kongo war die Region nur eingeschränkt zugänglich, weshalb der Schwarzschwanz-Zistensänger über Jahrzehnte kaum dokumentiert werden konnte. Die verschiedenen Arten der Zistensänger ähneln einander äußerlich stark und können oft nur durch ihren Gesang unterschieden werden.
Zwischen der Erstbeschreibung 1882 und 1958 wurden insgesamt lediglich 14 Exemplare der Art gesammelt. Danach gab es mehrere gemeldete Sichtungen zwischen 1972 und 2009. Im Sommer 2010 entdeckte Michael Mills mit Kollegen des Search for Lost Birds-Projekts eine kleine Familie von Schwarzschwanz-Zistensängern in der Nähe von Cacolo. Die Gruppe konnte die Art erstmals fotografieren und Tonaufnahmen anfertigen. Danach blieb die Art wieder für Jahre unbeachtet – bis Mills sie im Februar 2024 erneut nahe des ursprünglichen Fundorts nachweisen konnte.
Die größte Bedrohung für die Vogelart ist der fortschreitende Verlust seines Lebensraums durch Abholzung für die Landwirtschaft und Feuerholzgewinnung. Obwohl keine gesicherten Populationsschätzungen vorliegen, wird mit einem Rücklauf der Art aufgrund der Zerstörung der Miombo-Wälder gerechnet.